# Kathleen McClellan
Kathleen McClellan (Bloomington, 28 de abril de 1970) es una actriz, modelo, presentadora de televisión y exreina de belleza estadounidense, reconocida por interpretar a Melissa, una de las novias de Jerry Seinfeld en la popular serie de televisión Seinfeld y por ser la presentadora entre 2002 y 2004 del programa For Better or For Worse de TLC. McClellan representó a Illinois en el certamen de belleza Miss Teen USA.

## Filmografía

### Cine y televisión
| Año       | Título                                            | Rol            | Notas            |
| --------- | ------------------------------------------------- | -------------- | ---------------- |
| 1990      | Grand                                             | Misty          |                  |
| 1992      | The Fresh Prince of Bel-Air                       | Bonnie         |                  |
| 1992      | Married with Children                             |                |                  |
| 1992      | In Living Color                                   |                |                  |
| 1993      | Herman's Head                                     | Ellen Crawford |                  |
| 1993      | Basic Values: Sex, Shock & Censorship in the 90's |                |                  |
| 1994      | Murphy Brown                                      | Inge Sorenson  |                  |
| 1994      | Attack of the 5 Ft. 2 Women                       | Connie         | Película para TV |
| 1994      | The Bold and the Beautiful                        | Coco           |                  |
| 1995      | Blossom                                           | Sorel          |                  |
| 1995      | New York Daze                                     | Laura          |                  |
| 1995      | Misery Loves Company                              | Hildy          |                  |
| 1996      | Local Heroes                                      | Melissa        |                  |
| 1996      | NewsRadio                                         | Valeri         |                  |
| 1996      | Pacific Blue                                      | Leslie         |                  |
| 1996      | The Associate                                     |                |                  |
| 1996      | The Sentinel                                      | Francine Berry |                  |
| 1996      | Sliders                                           |                |                  |
| 1996      | The Associate                                     |                |                  |
| 1996      | Mulholland Falls                                  |                |                  |
| 1997      | Seinfeld                                          | Melissa        |                  |
| 1998      | Arli$$                                            | Susie          |                  |
| 1999      | Suddenly Susan                                    | Mia            |                  |
| 1999      | The Set Effect                                    | Amanda         |                  |
| 1999-2001 | Battle Dome                                       |                |                  |
| 2000      | Two Guys, a Girl and a Pizza Place                | Tina           |                  |
| 2000      | Surprise Wedding                                  |                |                  |
| 2001      | Ladies Man                                        | Terry          |                  |
| 2001      | Zigs                                              | Jennifer       |                  |
| 2001-2002 | The Bold and the Beautiful                        | Heidi          |                  |
| 2003-2005 | For Better or for Worse                           |                |                  |
| 2003      | Fastlane                                          | Bunny          |                  |
| 2003      | Haunted Mansion                                   | Ghost          |                  |
| 2004      | L.A. Twister                                      | Bambi          |                  |
| 2004      | We the People                                     |                | Corto            |